# Deloplotela minuta
Deloplotela minuta là một loài bướm đêm thuộc phân họ Arctiinae, họ Erebidae.